# Выборы в Верховный Совет Автономной Республики Крым 1994
Выборы в Верховный Совет Крыма в 1994 году прошли по смешанной избирательной системе в два тура. Первый тур состоялся 27 марта (совместно с парламентскими выборами на Украине), а второй тур — 10 апреля. В четырёх округах, где явка составила менее 50 %, выборы прошли 26 июня (совместно с президентскими). Также вместе с первым туром прошёл опрос населения.
Данные выборы в крымский парламент стали первыми после обретения Украиной независимости. Особенностью выборов стало наличие квот для депортированных народов. Победу на выборах одержал блок «Россия».

## Избирательное законодательство
Закон Республики Крым «О выборах Верховного Совета Крыма» от 17 сентября 1993 года утвердил проведение выборов по одномандатным
и многомандатном избирательным округам. Пассивное избирательное право предусмотрено с 21 года.
Организацией и проведением выборов занималась Центральная избирательная комиссия, окружные избирательные комиссии и участковые избирательные комиссии.
Для проведения выборов по мажоритарной системе Крым делился на 66 одномандатных округов, численность населения в которых, не должно отклонятся от среднего числа жителей на полуострове на 24 %. В многомандатном избирательном округе от Крыма избирались 14 депутатов по пропорциональной системе.
Выдвигать кандидатов в одномандатных округах могли объединения граждан и трудовые коллективы (не менее 200 человек), В многомандатных округах кандидаты могли представлять политические партии или избирательные блоки. В списке должно быть не менее 20 человек, а также его должны поддержать не менее 1 % числа избирателей Крыма. Отдельные граждане должны собрать не менее 200 подписей в округе. Кандидаты должны зарегистрироваться не позднее чем за 35 дней до дня голосования.
В ходе избирательной кампании запрещалось публиковать рейтинги политических партий и отдельных кандидатов. День тишины наступает за 24 часа до дня голосования.
Выборы считаются состоявшимися, если в них приняло участие более 50 % избирателей. В случае, если в первом туре ни один кандидат не набрал абсолютного большинства проводится второй тур, в котором участвуют два кандидата набравшие наибольшее число голосов.
Закон о выборах в первоначальной редакции был раскритикован представителями крымских татар за отсутствие гарантированных квот во власти для крымскотатрского народа. В результате чего, 14 октября 1993 года парламент принял изменения к закону о выборах, добавив 18 мест для депортированных народов. Для крымских татар предусматривалось 14 мест, а для армян, болгар, греков и немцев по одной квоте. Одной из причин введения квот послужили события в поселении Красный Рай (близ Алушты) в октябре 1992 года, когда правоохранительные органы задержали нескольких крымских татар и разрушили временные дома на самозахваченных участках. Это событие стало поводом к штурму здания крымского парламента крымскими татарами. Одним из главных лоббистов введения квот был председатель Верховного Совета Крыма Николай Багров. Благодаря чему на выборах президента Крыма в январе 1994 года Меджлис поддержал именно Багрова.

## Ход выборов
Выборы были назначены на 27 марта 1994 года. Они прошли спустя два месяца после победы Юрия Мешкова на президентских выборах в Крыму. Мешков выдвигался от блока «Россия», главной идей которого являлось «дальнейшее становление и развитие государственности Крыма», полуостров должен был стать «правовым демократическим государством в Союзе с Россией, Белоруссией и другими странами СНГ».
Для проведения выборов было выделено 66 избирательных округов (42 городских и 24 сельских). Численность избирателей в среднем в Крыму составляла 27 тысяч человек.
Около 19 тысяч необходимых подписей для регистрации собрали пять политических сил: избирательный блок «Россия», Коммунистическая партия Крыма, Партия экономического возрождения Крыма, Союз в поддержку Республики Крым и Крымская партия социальных гарантий. Всего было зарегистрировано 855 кандидатов.
В крымскотатарском национальном многомандатном округе было зарагестрировано четыре политических объединения: Курултай крымскотатарского народа (поддержанный Меджлисом), Национальное движение крымских татар, Крымский республиканский фонд Республики Крым и Крымскотатарский фонд Республики Крым.
Также в ходе выборов произошло два взрыва у штаба Республиканского движения Крыма и редакции «Мещанской газеты».

## Итоги первого тура
Во всех национальных одномандатных округов избиралось по два кандидата и в первом туре победитель получал абсолютное большинство.

### Итоги по многомандатному округу
Преодолели 5 % барьер и прошли во второй тур выборов три партии — Блок «Россия» (66 %), Коммунистическая партия (11 %) и экономического возрождения (7 %).
| Партия                                      | Голосов | %    |
| ------------------------------------------- | ------- | ---- |
| Блок «Россия»                               |         | 66,8 |
| Коммунистическая партия Крыма               |         | 11,6 |
| Партия экономического возрождения           |         | 7,1  |
| Союз в поддержку Республики Крым            |         | 2,6  |
| Крымская партия социальных гарантий         |         | 2,5  |
| Источник: Регионы Украины — Крым (Мацузато) |         |      |

### Итоги по крымскотатарскому округу
В голосовании в крымскотатарском округе приняло участие 102 тысячи человек. Победу одержал Курултай крымскотатарского народа, набравший 89 % голосов и получив все 14 мест в парламенте по этому округу. Второе место заняло Национальное движение крымских татар, набрав 5 %.
| Движение                                                   | Голосов | %    |
| ---------------------------------------------------------- | ------- | ---- |
| Курултай крымскотатарского народа                          |         | 89   |
| Национальное движение крымских татар                       |         | 5,41 |
| Республиканский культурный центр крымских татар            |         | 1,28 |
| Крымскотатарский фонд культуры                             |         | 0,95 |
| Источник: Возвращение крымскотатарского народа (Червонная) |         |      |

## Итоги второго тура
Итогом выборов стала победа блока «Россия», который получил абсолютное большинство в парламенте (54 из 98 мест). По одномандатным округам прошло 43 человека, а по многомандатному — 11 человек. 12 мест получили кандидаты выдвинутые от трудовых коллективов, а 8 мест заняли независимые кандидаты в территориальных одномандатных округах. Русская партии Крыма заняла одно место одномандатном округе. Компартия получила два места, а Партия экономического возрождения — одно (в многомандатном округе).
Примечательно, что втором туре некоторые кандидаты стали победителями проиграв в первом. Так победу одержали Супрунюк, Рябков, Коротко, Селюх, Гриценко, Фролов, Круглов и Маляров
| Блок «Россия»                               | 54 |
| Независимые                                 | 21 |
| Курултай крымскотатарского народа           | 14 |
| Коммунистическая партия Крыма               | 2  |
| Партия экономического возрождения           | 1  |
| Русская партия Крыма                        | 1  |
| Армяне                                      | 1  |
| Болгары                                     | 1  |
| Греки                                       | 1  |
| Немцы                                       | 1  |
| Источник: Регионы Украины — Крым (Мацузато) |    |